# Зарауз
Зарауз (шп. Zarauz) град је у Шпанији у аутономној заједници Баскија у покрајини Гипускоа. Према процени из 2017. у граду је живело 23 040 становника.

## Становништво
Према процени, у граду је 2017. живело 23 040 становника.
| 2017.  |
| ------ |
| 23.040 |

## Партнерски градови
- Cardano al Campo
- Pontarlier